# كلوديا جوردان
كلوديا أنجيلا جوردان (بالإنجليزية: Claudia Angela Jordan)‏ هي ممثلة وعارضة أزياء ومذيعة وشخصية تلفزيون واقع أمريكية ولدت في يوم 12 أبريل 1973 في مدينة بروفيدنس في رود أيلاند لأب أمريكي أفريقي وأم إيطالية الأصل، أشتهرت بعد فوزها بلقب ملكة جمال رود أيلاند لسنة 1997 ووصلت إلى نهائيات مسابقة ملكة جمال الولايات المتحدة. إشتهرت باشتراكها في برامج تلفزيون الواقع مثل ذا سيليبريتي أبرينتايس وديل أور نو ديل.

## روابط خارجية
- كلوديا جوردان على موقع IMDb (الإنجليزية)
- كلوديا جوردان على موقع قاعدة بيانات الفيلم (الإنجليزية)